# 50PLUS
50PLUS è un partito politico olandese, fondato nel 2009, che si propone di tutelare gli interessi dei pensionati.

## Storia
Alle elezioni legislative del 2012 ha ottenuto l'1,88% dei voti, conquistando due seggi alla Tweede Kamer.
Alle Elezioni legislative del 2017 ha raddoppiato il proprio risultato, eleggendo quattro deputati.
Alle elezioni europee del 2019 ha ottenuto il 3,92% riuscendo così a entrare nel Parlamento Europeo con un seggio.

## Leader
- Jan Nagel (10 gennaio 2011 – 12 gennaio 2012)
- Henk Krol (12 gennaio 2012 – 4 ottobre 2013)
- Jan Nagel (4 ottobre 2013 – 8 ottobre 2016)
- Henk Krol (8 ottobre 2016 – in carica )

## Risultati elettorali
| Elezione         | Voti    | %    | Seggi   |
| ---------------- | ------- | ---- | ------- |
| Legislative 2012 | 177.631 | 1,88 | 2 / 150 |
| Europee 2014     | 175.343 | 3,69 | 0 / 26  |
| Legislative 2017 | 327.131 | 3,11 | 4 / 150 |
| Europee 2019     | 215.199 | 3,92 | 1 / 26  |
| Legislative 2021 | 106.702 | 1,02 | 1 / 150 |
| Legislative 2023 | 51.043  | 0,43 | 0 / 150 |
| Europee 2024     | 58.498  | 0,94 | 0 / 31  |